# سیارک ۱۵۵۹

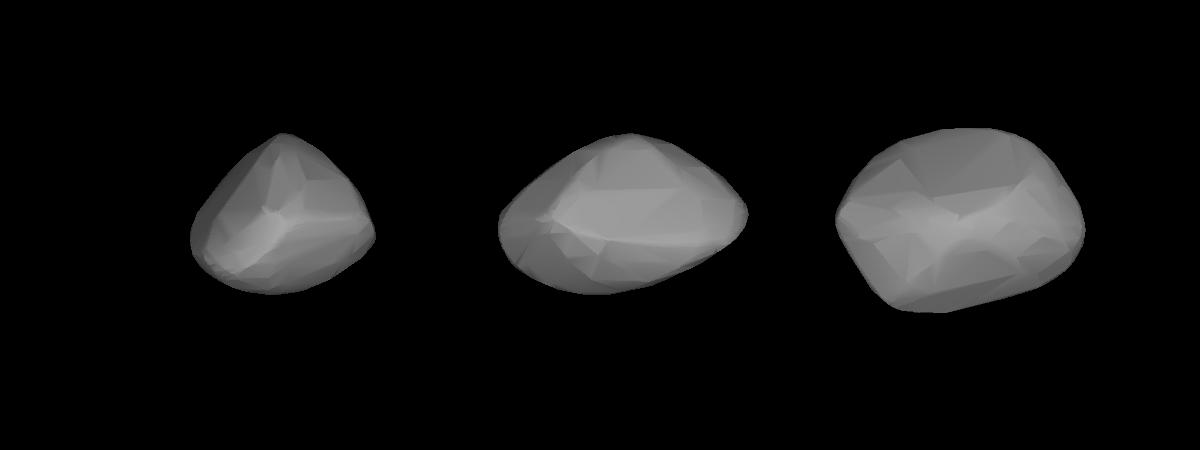
سیارک ۱۵۵۹

سیارک ۱۵۵۹ (به انگلیسی: 1559 Kustaanheimo، نامگذاری:1942BF) هزار و پانصد و پنجاه و نهمین سیارک کشف شده‌است که در ۲۰ ژانویه ۱۹۴۲ کشف شد.
قدر مطلق سیارک برابر ۱۱٫۹۰ است.